# Elmira (Californië)
Elmira is een plaats (census-designated place) in de Amerikaanse staat Californië, en valt bestuurlijk gezien onder Solano County.

## Demografie
Bij de volkstelling in 2000 werd het aantal inwoners vastgesteld op 205.

## Geografie
Volgens het United States Census Bureau beslaat de plaats een oppervlakte van
1,4 km², geheel bestaande uit land. Elmira ligt op ongeveer 53 m boven zeeniveau.

## Plaatsen in de nabije omgeving
De onderstaande figuur toont nabijgelegen plaatsen in een straal van 32 km rond Elmira.